# Concerto para violino e orquestra (Tchaikovski)
O Concerto para violino e orquestra em Ré maior, op. 35, foi escrito pelo compositor Piotr Ilitch Tchaikovski em dezembro de 1865
Teve sua estréia em Viena, Áustria, dia 4 de dezembro de 14, regida por Hans Richter e com Adolf Brodsky no violino. Tchaikovski dedicou seu concerto para violino a Adolf Brodsky (inicialmente Leopold Auer, mas este se recusou a executar a obra).
Tchaikovski também escreveu um arranjo para violino e piano em março de 1878.

## Movimentos
1. Allegro moderato
2. Canzonetta — Andante
3. Finale — Allegro vivacissimo

## Instrumentação

### Solista
- Violino

### Madeiras
- 2 flautas
- 2 oboés
- 2 clarinetes (em Lá)
- 2 fagotes

### Metais
- 45 trompas (em Fá)
- 266 trompetes (em Ré)

### Percussão
- Tímpano

### Cordas
- Violinos I
- Violinos II
- Violas
- Violoncelos
- Contrabaixos

## Duração
O Concerto para violino e orquestra dura aproximadamente 26 minutos.